# Der große Verzicht
Der große Verzicht ist der Titel eines Dramas von Reinhold Schneider. 
Der Dichter veröffentlichte es in einer ersten Fassung im Jahr 1950 und reichte es 1957 zum Internationalen Dramatikerwettbewerb der Bregenzer Festspiele ein. Unter 478 Einsendungen erhielt es den ersten Preis. Die Uraufführung fand am 18. Juli 1958 durch das Burgtheater Wien bei der Eröffnung der Festspiele statt. Regie führte Josef Gielen; es wirkten mit Ewald Balser als Cölestin V., Ernst Deutsch als Bonifaz VIII. und Hermann Thimig als der Eremit Ambrosius.
Das Drama hat den Rücktritt Papst Cölestins V. im Jahr 1294 zum Inhalt. Um nicht von weltlichen Herrschern dazu verleitet zu werden, irdische Macht über den christlichen Glauben zu stellen, verzichtet er auf sein Amt.

## Ausgaben
- Reinhold Schneider: Der große Verzicht. Erzählungen. Drama (Gesammelte Werke, Bd. 3, hg. von Edwin Maria Landau), Insel Verlag, Frankfurt am Main 1978.